# Hoffman Estates
Hoffman Estates è un comune degli Stati Uniti d'America, situato in Illinois, nella contea di Cook e in parte nella contea di Will.